# أوليغ نيكولايف
أوليغ نيكولايف (بالروسية: Николаев, Олег Владимирович)‏ هو لاعب كرة قدم روسي في مركزي الدفاع والوسط، ولد في 21 مايو 1998 في لوهانسك في أوكرانيا. لعب مع روتور فولغوغراد.

## وصلات خارجية
- أوليغ نيكولايف على موقع قاعدة بيانات كرة القدم.إي يو (الإنجليزية)
- أوليغ نيكولايف على موقع Soccerway.com (الإنجليزية)